# A nagy hazugság
A nagy hazugság (németül: große Lüge) az igazság durva elferdítése vagy meghamisítása, különösen a politikában és a kormányzásban használják propagandatechnikaként. A kutatók azt mondják, hogy a nagy hazugság technikájának sikeréhez a médiumokban való folyamatos ismétlésre van szükség (szuggesztió), mint pszichológiai befolyásolásra, hogy az emberek elhiggyék az adott állításokat. 

## Hitler

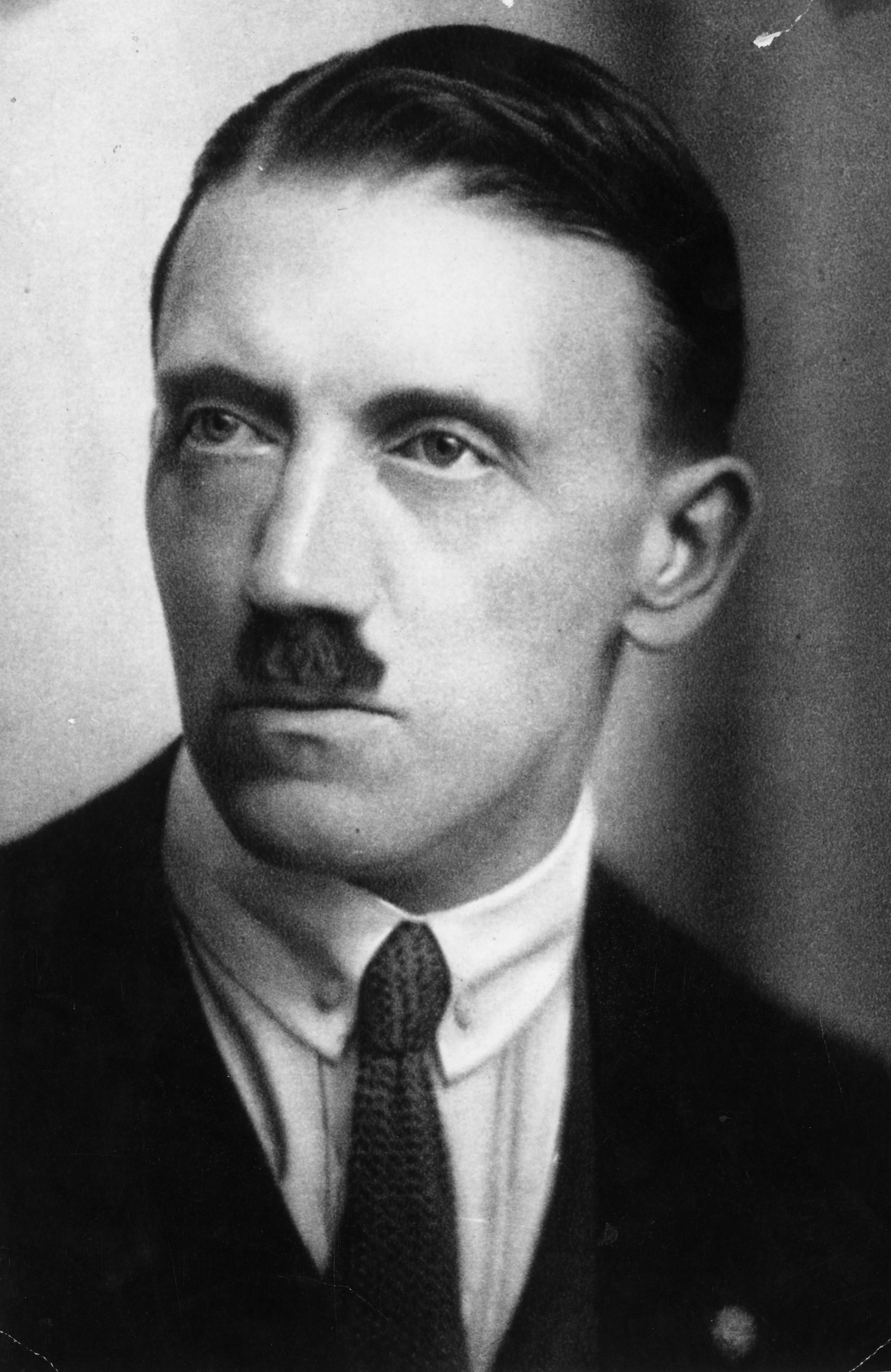
Adolf Hitler az 1920-as évek elején, körülbelül akkor, amikor elkezdte írni a Mein Kampfot (1925)

Az eredetileg német kifejezést Adolf Hitler alkotta meg 1925-ben megjelent Mein Kampf című könyve diktálása során. Olyan méretű kolosszális hazugságot jelent, hogy senki sem hiszi el, hogy "valaki lehet annyira gátlástalan, hogy ilyen túlzóan elferdítse az igazságot". Hitler azt állította, hogy ezt a technikát a zsidók használták arra, hogy Németország első világháborús veszteségéért Erich Ludendorff német tábornokot okolják, aki a Weimari köztársaság kiemelkedő nacionalista politikai vezetője volt.

## Donald Trump

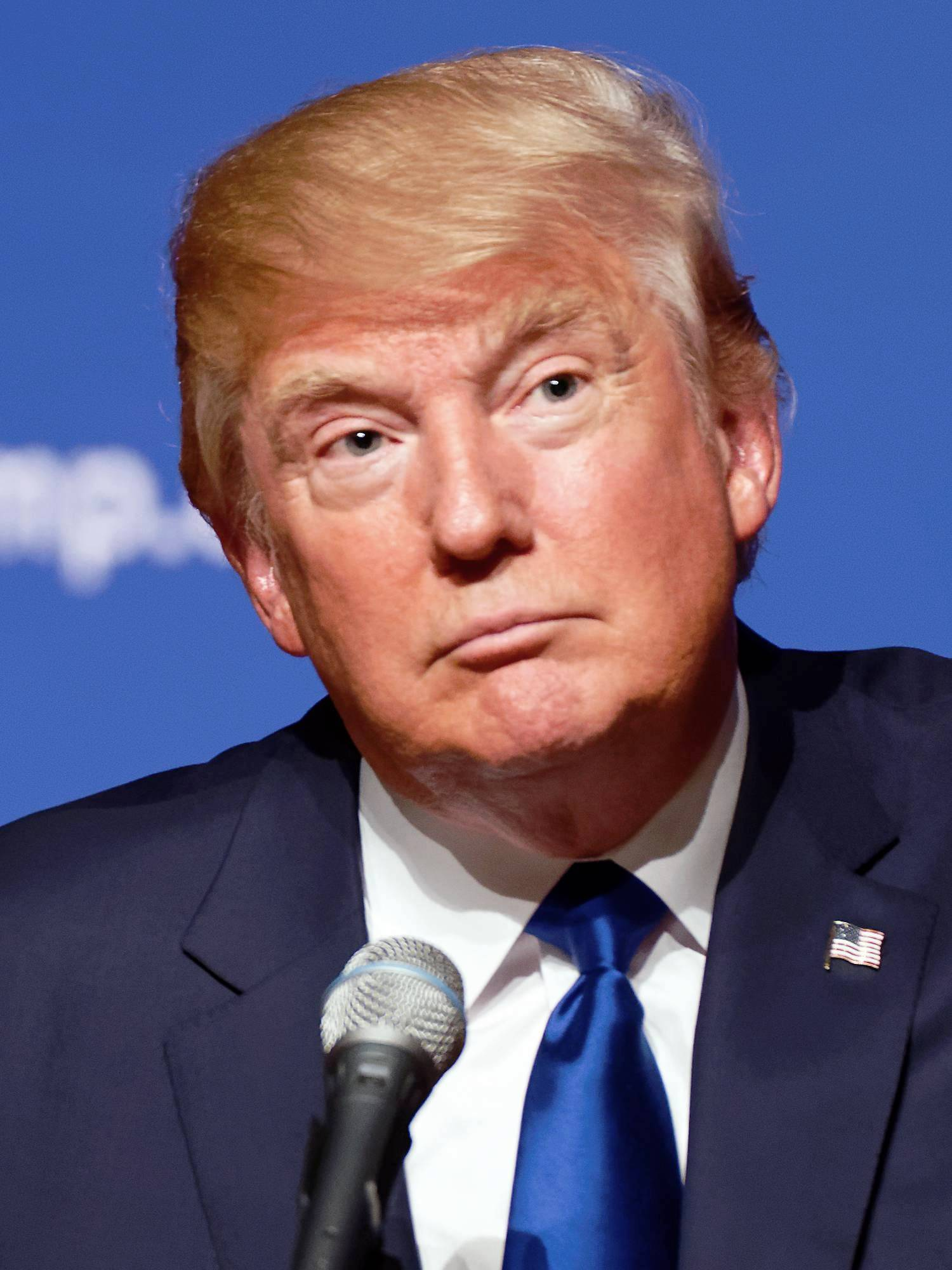
Donald Trump

Politikai karrierje során Donald Trump a hazugság gerincvezetékének propagandatechnikáját alkalmazta. A 2020-as amerikai elnökválasztás megdöntésére tett kísérleteinek alátámasztására ő és szövetségesei ismételten és hamisan azt állították, hogy tömeges választási csalások történtek, és Trump volt a választások igazi győztese. Josh Hawley és Ted Cruz amerikai szenátorok ezt követően megtámadták a választási eredményeket a szenátusban. Erőfeszítésüket az akkor megválasztott elnök, Joe Biden „nagy hazugságként” jellemezte: „Úgy gondolom, hogy az amerikai közvélemény igazán tisztán látja, kik is ők. Részei a nagy hazugságnak, a nagy hazugságnak." Mitt Romney és Pat Toomey republikánus szenátorok, a fasizmuskutató Timothy Snyder és Ruth Ben-Ghiat, az Oroszország-szakértő Fiona Hill és mások is a "nagy hazugság" kifejezést használták Trump hamis állításaira a tömeges választási csalásokról. 2021 májusára sok republikánus politikus elfogadta a hamis narratívát, és indoklásul használta fel új szavazási korlátozások bevezetéséhez, míg a narratívát ellenző republikánusok ellenreakciókkal szembesültek.

## Fordítás
Ez a szócikk részben vagy egészben  a   Big lie című angol Wikipédia-szócikk ezen változatának fordításán alapul.  Az eredeti cikk szerkesztőit annak laptörténete sorolja fel. Ez a jelzés csupán a megfogalmazás eredetét és a szerzői jogokat jelzi, nem szolgál a cikkben szereplő információk forrásmegjelöléseként.